# Deményháza
Deményháza (románul Dămieni) falu Romániában Maros megyében, közigazgatásilag Nyárádremete község része.

## Nevének kialakulása
1567-ben Dijmien háza, 1570-ben Demien háza, 1602-ben Demien háza, 1603-ban Demjén háza, 1760-1762 között Deményháza néven szerepelt az okiratokban.

## Fekvése
A falu Marosvásárhelytől 32 km-re északkeletre a Nagy-Nyárád felső folyásánál, annak jobb partján fekszik. Szomszédos települések keletről Mikháza, délről Márkod, nyugatról Búzaháza, északról Hodos és Jobbágytelke.

## Népessége
Az 1567-es összeírásban 106 házzal szerepelt. 1910-ben 667 lakosából 648 magyar volt. 1992-ben 297 lakosa volt, 1 román kivételével mind magyarok.

## Története
Már a rómaiak is ismerték vidékét. A falu határában római út nyomai láthatók, amely Traianus római császár uralkodása ideje alatt épült, és Búzaházától Deményházán keresztül Mikházáig vezet.
A Székelyföld leírása szerint Márkodtól északra, Deményházától nyugatra terül el Kada tartománya, hol régen a hagyomány szerint Kada nevű ősvezér tanyázott, s hol Vataháza nevű, a tatárok által feldúlt  falu feküdt. A megmaradt lakói Márkodra, Buzaházára és Deményházára telepedtek le, miért határa is ezen három falu közt oszlott meg. De ezen feldúlásnak régen kellett történnie, mert 1579. június 12-én Báthory Kristóf erdélyi vajda a vataházi praediumot, mely régen Márkod, Buzaháza és Deményháza határán volt s melyet Báthori István fejedelem Váradi Pálnak a székely só-aknák kamara ispánjának és az udvar előtt kedves Lázár Lázárnak adományozott volt, s abban Tholdalagi Balázs görgényi várparancsnok és Lázár Ferenc Marosszék főbírája által egyenlően felosztva be is iktattak. Mely nevezett Vataházi praediumot, mi most valódi határai közt minden szántóival, kaszálóival, erdeivel, vizeivel stb. a fentebb megemlített Váradi Pálnak, Lázár Lázárnak és Pozsgai György árváinak adományozott örökösen. Az általuk eddig bírt Vataházi pusztát Marosszéken, mely Márkod, Deményháza és Búzaháza Marosszéki falvakhoz tartozik, amit Báthori István három részre osztva az illető falvakhoz kapcsoltatta a nekik, mint a falvak birtokosainak adta, kelt Ujváron 1579. június 12-én.
1599. december 11-én Vitéz Mihály vitézségükért : Jánosi Mátyás és Jánosi György deményházi gyalog-székelyeket Lófő (primipilis) rangra emelte.
1719-ben pestisjárvány pusztította. 1867-ben elszakadt az addigi anyaközség Székelyhodostól, és önálló egyházközséggé lett. Jelentős ipara is volt a falu határában található 10 malomnak köszönhetően.
A trianoni békeszerződésig Maros-Torda vármegye Nyárádszeredai járásához tartozott.

### Az 1989-es rendszerváltás után
- Az orvosi rendelőt átalakították
- Római katolikus templomát felújították, és az egyházi élet is gyarapodott
- Felújították a tekepályát is.
- 3 üzlettel rendelkezik.
- 6 keresztet állítottak fel a falu különböző határaiban (a falu két végén, a hodosi tetőnél a "Gosztátnál", Ugraoldala tetejénél, a templom előtt, a falu főterén, melyet Tamás József segédpüspök szentelt fel)

Immár hagyomány a településen a nemzetközi tábor megszervezése. 2009.-ben Esztergomból Deményházára utazott 18 egyetemista. Mazgon Gábor atya vezetésével és Rózsa Gáspár atya közreműködésével megrendeződött a tábor melyben iszlai, ehedi, deményházi, mikházi, köszvényesi és remetei gyerekek vettek részt 2009. július.2-5 között.

## Látnivalók

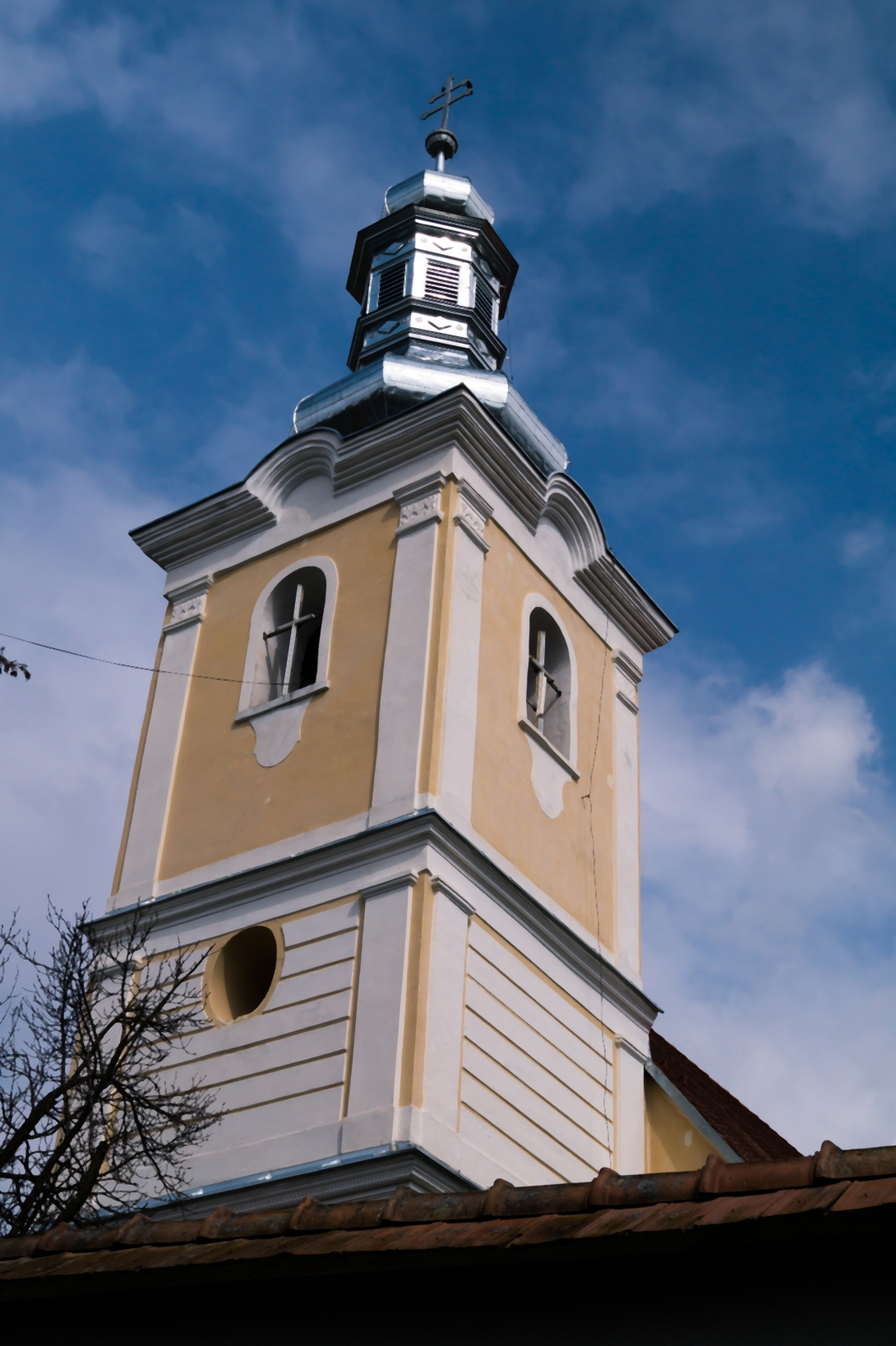
Katolikus templom

- Római katolikus temploma 1833 és 1836 között épült, régi fatemplomukat a székelysárdi görögkatolikusok vették meg.
- Régi fakápolnája az Agyagostetőn állt, 1761-ben a temető mellé telepítették, majd 1812-ben bővítették.

## Híres emberek
- Itt született 1830-ban Balogh Elek gyulafehérvári őrkanonok
- Páter Orbán János Alajos, született 1793-ban, meghalt Szamosújváron papságának 62. évében 1878. március 29-én
- Kovács Pongrác repülő őrnagy, született 1900-ban, elesett Szlovákiában 1945-ben